# 馮融
冯融（？—？），新會郡盆允縣人，出自长乐冯氏，南梁將領。

## 生平
冯融为北燕皇室后裔，宋文帝元嘉十三年（436年），北魏灭北燕，冯融祖父冯业率三百众浮海奔刘宋，冯业到冯融世代任罗州刺史。冯融的儿子冯宝任高凉郡太守。越族大姓高涼冼氏，世代都是蛮族的酋长，拥有部落十余万家。冼氏有一女儿，懂得韬略，善于用兵，各部蛮族都佩服她的信义。冯融聘她为冯宝的妻子，冯融虽然世世为一方之长，但因自己不是土著，因此号令行不通。冼氏和冯宝结婚后，约束本宗族的人，使他们遵守老百姓应遵守的礼仪。以安抚百越，统一政令。后授南海郡太守，未几病卒。

## 家族

### 祖父
- 冯业，带三百人渡海投奔刘宋，冯业及其部属就留在新会

### 父
- 馮代，随冯业出使刘宋、南齐、南梁高州刺史、怀化侯。任罗州刺史，根據化州史料所载

### 子
- 馮寶